# 笠岡信用組合
笠岡信用組合（かさおかしんようくみあい）は、岡山県笠岡市に本店を置く信用組合。略称は『かさしん』である。なお、店舗の看板などでは「笠岡信用」と記載していることも多い。

## 沿革
- 1952年12月 - 笠岡信用組合として設立。
- 1991年4月 - 岡山富士信用組合と合併。
- 2006年7月 - 矢掛支店開店、
- 2018年5月 - 初の県外支店として福山支店開店。
- 2019年4月 - 笠岡市の指定金融機関を、中国銀行に代わって受託[2]。

## 事業地区[3]
- 岡山県全域・広島県福山市

## ATMについて
当信組のキャッシュカードを当信組ATMにて入出金する場合、入金については手数料が原則かからない。
また、「しんくみ お得ねっと」提携信用組合ならびに「おかやまATMネットサービス」提携金融機関（中国銀行・トマト銀行及び県下全信用金庫(おかやま・水島・津山・玉島・備北・吉備・備前日生)）のキャッシュカードでも、平日日中（8:45-18:00）及び土曜日中（9:00-14:00）の出金については手数料がかからない（当信組では入金ネットに加盟しているが、このうち「おかやまATMネットサービス」提携金融機関のうち、入金ネットにも加盟しているトマト銀行と6信用金庫(おかやま・水島・玉島・備北・備前日生)のカードによる入金については、出金無料時間帯と同じ時間帯では無料で利用できる）。
JR東日本の駅などに設置されているVIEW ALTTEからの出金は、終日手数料がかかる。